# NGC 2415
NGC 2415 è una galassia irregolare di tipo magellanico situata nella costellazione dei Gemelli, a una distanza di circa 189 milioni di anni luce dalla nostra Via Lattea.

## Scoperta
La galassia è stata scoperta il 10 marzo 1790 dall'astronomo britannico di origine tedesca William Herschel.

## Descrizione

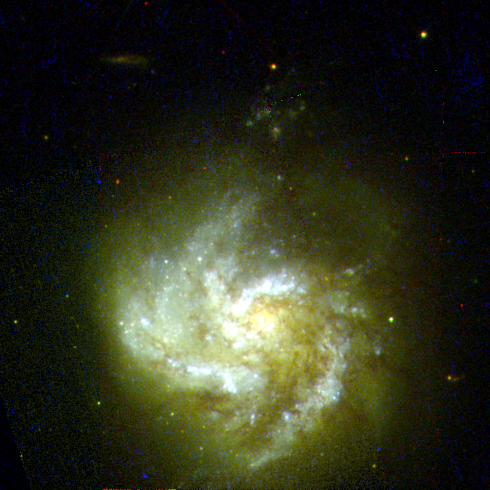
NGC 2415 ripresa dal Telescopio spaziale Hubble.

NGC 2415 ha una classe di luminosità V-VI e presenta una larga riga a 21 cm dell'idrogeno neutro.
La luminosità di NGC 2415 nell'infrarosso lontano (da 40 a 400 µm) è uguale a 5,75 x 1010 {\displaystyle L_{\odot }} (1010,76 {\displaystyle L_{\odot }}), mentre la sua luminosità totale nell'infrarosso (da 8 a 1000 µm) è di 8,32 x 1010 {\displaystyle L_{\odot }} (1010,92 {\displaystyle L_{\odot }}).
Nelle immagini riprese dal Telescopio spaziale Hubble, la parte centrale di NGC 2415 ha l'aspetto di una galassia a spirale barrata circondata da una nube di stelle. Secondo il database SIMBAD, NGC 2415 è una galassia compatta blu, sede di una intensa attività di formazione stellare.

## Supernova
Due supernove sono state scoperte all'interno di NGC 2415: SN 1998Y e SN 2000C.

### SN 1998Y
La supernova è stata scoperta il 16 marzo 1998 da W. Li, M. Modjaz, R. R. Treffers e A. V. Filippenko nel corso del programma LOSS (Lick Observatory Supernova Search) dell'Osservatorio Lick. La supernova è stata classificata di tipo II.

### SN 2000C
La supernova è stata scoperta l'8 gennaio 2000 in modo indipendente dall'astronomo amatoriale britannico Steven Foulkes e dall'italiano Marco Migliardi, membro del programma di ricerca CROSS dell'associazione astronomica di Cortina. La supernova è stata classificata di tipo Ic.

## Gruppo di NGC 2415
NGC 2415 fa parte di un gruppo di galassie che comprende almeno 9 membri e che porta il suo nome. Le altre otto galassie del Gruppo di NGC 2415 sono NGC 2444, NGC 2445, NGC 2476, NGC 2493, NGC 2524, NGC 2528, UGC 3937 e UGC 3944.